# Richard Weigand
Richard Weigand (* 30. November 1904 in Deidesheim; † 17. Oktober 1981) war ein deutscher Pädagoge.

## Leben
Weigand war Professor für Allgemeine Didaktik und Schulkunde sowie zugleich Direktor an der Pädagogischen Akademie Trier, später Rektor der Pädagogischen Hochschule Trier. 
Er galt als Experte für Leben und Werk von Ernst Moritz Arndt.
1963 wurde er von Kardinal-Großmeister Eugène Tisserant zum Ritter des Ritterordens vom Heiligen Grab zu Jerusalem ernannt und am 4. Mai 1963 im Konstanzer Münster durch Lorenz Kardinal Jaeger, Großprior des Ordens, investiert.
Weigand war seit 1925 Mitglied der katholischen Studentenverbindung AV Austria Innsbruck.

## Schriften
- Grundzüge der Anthropologie Ernst Moritz Arndts. 1941; auch unter dem Titel: Die Anthropologie von Ernst Moritz Arndt. Junker & Dünnhaupt, Berlin 1941; zugleich: Philosophische Dissertation, München 1941
- Der Gedanke der wehrgeistigen Erziehung bei Ernst Moritz Arndt. Bonner Universitäts-Buchdruckerei, Bonn 1943